# Poloni
 Poloni  là nguyên tố hóa học với ký hiệu hóa học là  Po  và số nguyên tử 84. Polonium nằm trong nhóm 16, chu kì 6.  Một kim loại phóng xạ hiếm và không có đồng vị bền , poloni về mặt hóa học tương tự như selen và tellur, mặc dù đặc tính kim loại của nó tương tự thalli, chì và bismuth.  Do chu kỳ bán rã ngắn của tất cả các đồng vị của nó, sự xuất hiện tự nhiên của nó chỉ giới hạn ở những vết nhỏ của polonium-210 (với chu kỳ bán rã 138 ngày) trong  quặng urani , vì nó có mặt trong chuỗi phân rã phóng xạ của urani-238 và chuỗi phân rã của radi-226 . Mặc dù các đồng vị tồn tại lâu hơn một chút, chúng khó sản xuất hơn nhiều. Ngày nay, polonium thường được tạo ra với số lượng miligam bằng cách chiếu xạ neutron vào bismuth. Do tính phóng xạ mạnh của nó, dẫn đến sự phân giải phóng xạ của các liên kết hóa học và sự tự đốt nóng phóng xạ, hóa học của nó hầu như chỉ được khảo sát trên quy mô vết.

## Một vài số liệu
- Nhiệt độ nóng chảy: 254 °C
- Nhiệt độ sôi: 962 °C
- Năng lượng liên kết phân tử: 812,1 kJ/mol

### Trạng thái rắn

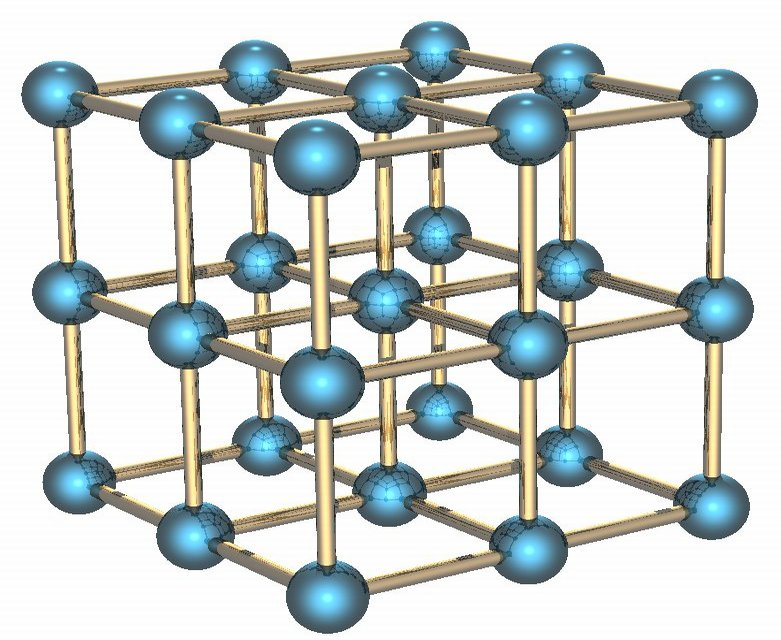
Dạng alpha của poloni rắn.